# Aceite

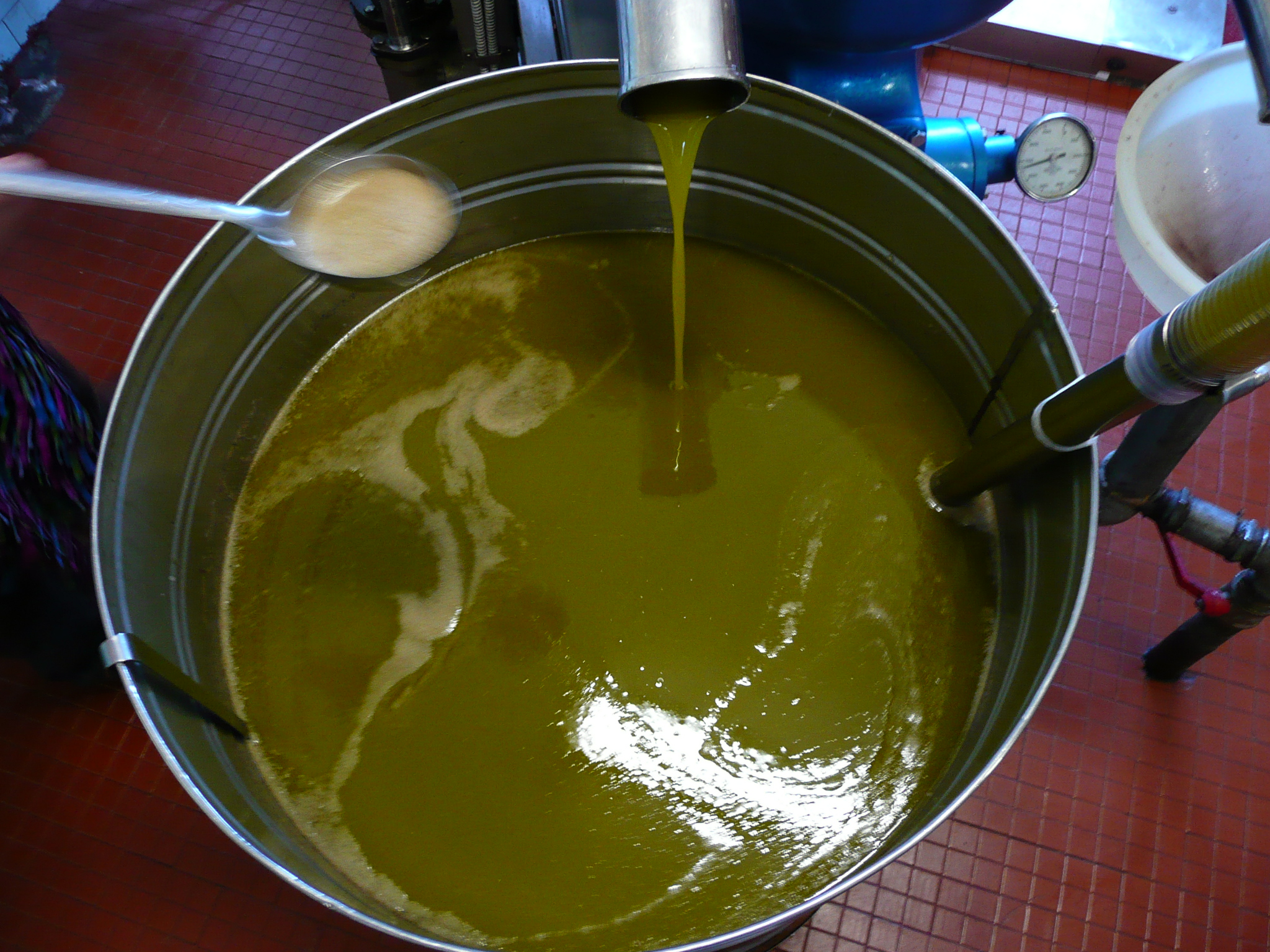
Aceite de oliva

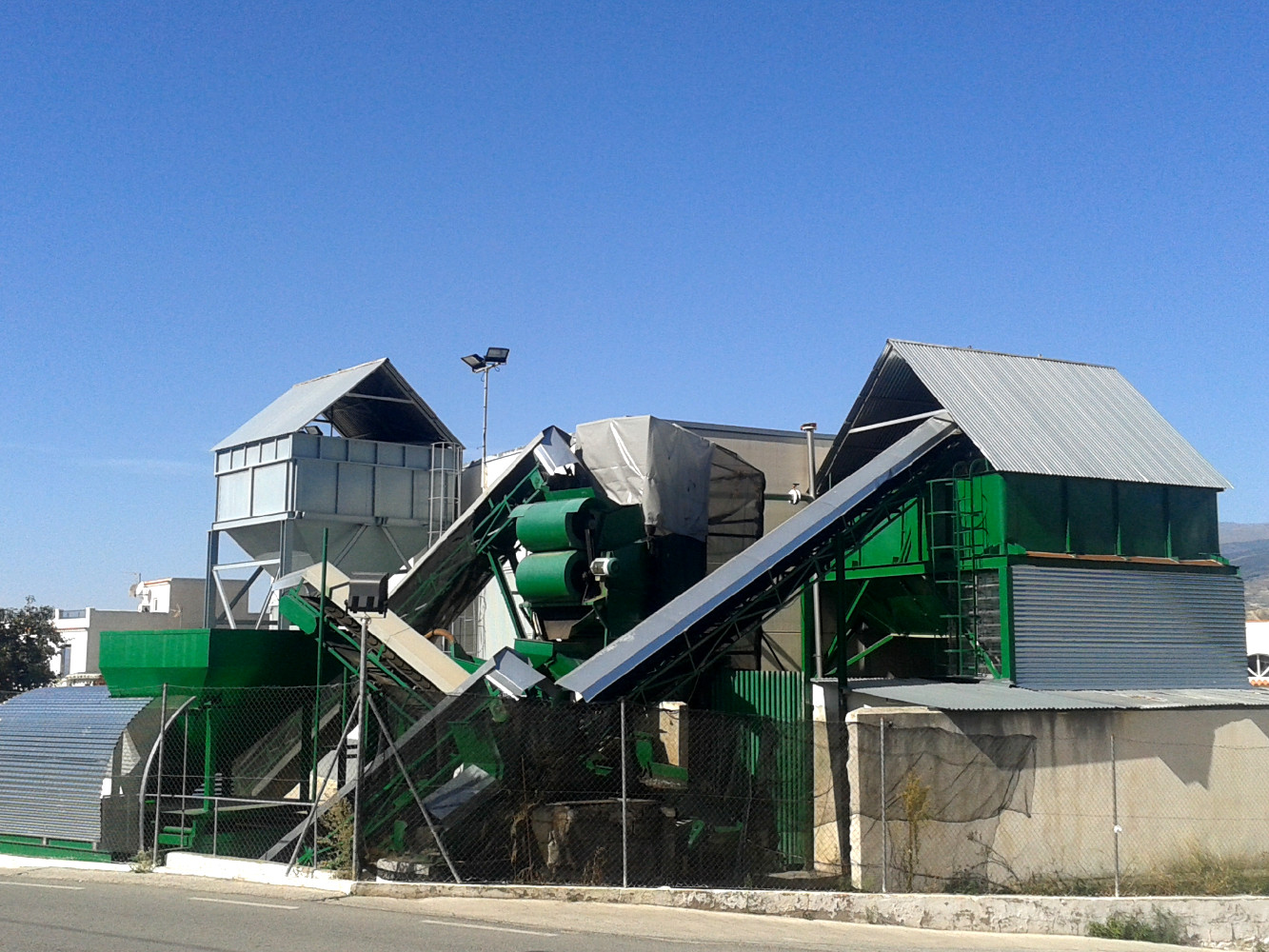
Almazara en Almería, España.

Aceite, óleo y olio son términos genéricos para designar numerosos líquidos grasos de orígenes diversos que no se disuelven en el agua y que tienen menor densidad que esta. La mayoría de moléculas que componen los aceites son lípidos, principalmente triglicéridos (también llamados triacilgliceroles), que son el resultado de la combinación de los tres grupos alcohólicos del glicerol (glicerina) con tres ácidos grasos iguales o distintos.
Es importante no confundir los términos aceite y grasa, ya que esta última se refiere a substancias untuosas sólidas o pastosas, mientras que los aceites suelen ser líquidos a temperatura ambiente.

## Nombre
La palabra aceite viene del árabe hispánico azzáyt, este del árabe clásico azzayt, y este del arameo zaytā. También existen las palabras óleo y olio, pero óleo (del latín oleum) actualmente se emplea solamente para los sacramentos de la Iglesia católica y en el arte de la pintura. Originalmente, la palabra aceite se refería únicamente al aceite de oliva, y óleo se utilizaba para los demás, pero la palabra se generalizó para denominar a aceites vegetales, animales o minerales sustituyendo a óleo en la mayoría de sus acepciones.

## Aceites combustibles
El aceite combustible son una variedad de mezclas líquidas provenientes del petróleo crudo, o de sustancias vegetales (biodiésel/biocombustibles). Ciertas sustancias químicas que se encuentran en ellos pueden evaporarse fácilmente, en cambio otras pueden disolverse más fácilmente en agua.
Son producidos por diferentes procesos de refinación, dependiendo de los usos a que se designan. Pueden ser usados como combustibles para motores, lámparas, calentadores, hornos y estufa, también como solventes.
Algunos aceites combustibles comunes incluyen al queroseno, el aceite diésel, el combustible para aviones de reacción, el aceite de cocina y el aceite para calefacción. Se distinguen uno del otro por la composición de hidrocarburos, los puntos de ebullición, los aditivos químicos y los usos.

### Aceites minerales
Se utiliza esta denominación para aceites obtenidos mayormente por refinación del petróleo y cuyo uso es el de lubricantes. Se usan ampliamente en la industria metalmecánica y automotriz. Estos aceites se destacan por su viscosidad estable, capacidad de lubricación, resistencia a la temperatura y capacidad de disipar el calor entre otras.

## Aceites comestibles

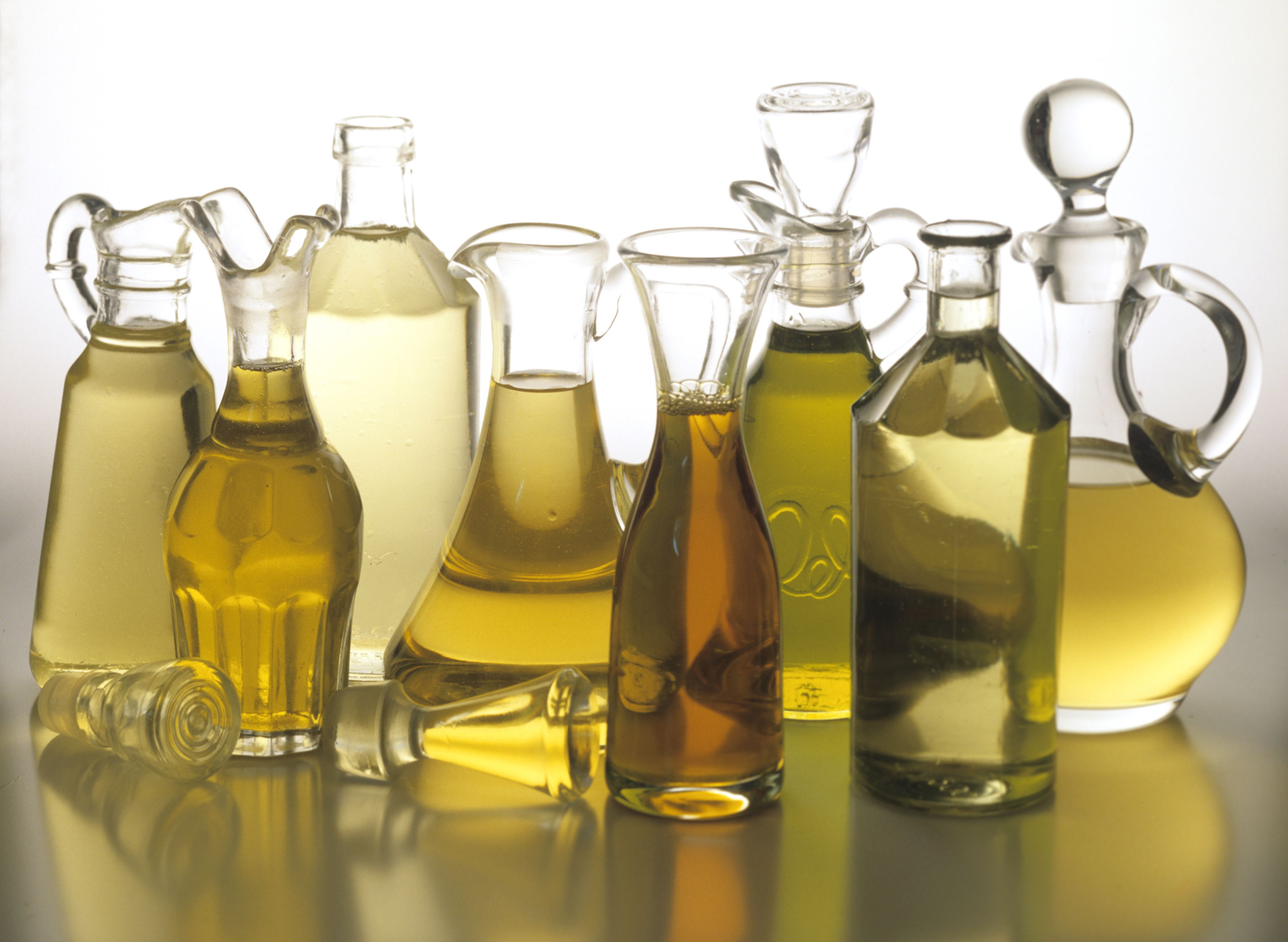
Muchos tipos de aceites.

Los aceites comestibles provienen tanto del reino animal como del vegetal. Una manera de determinarlos químicamente se centra principalmente en extraer el aceite de la planta usando éter petróleo y metanol a reflujo y luego aplicar, una vez purificado, una cromatografía en fase vapor y con esto observar la proporción de ácidos grasos presentes en este aceite. También se puede determinar usando el reactivo de Janus o Wiggs.
Existen diferentes tipos de aceites, como son los aceites de ballena, de foca o de hígado de bacalao que han llegado a consumirse pero actualmente en la cocina solo se utilizan aceites vegetales, extraídos de semillas, de frutas o de raíces.
En general, los aceites vegetales aportan ácidos grasos insaturados y son ricos en vitamina E. Su valor energético es de 900 kcal cada 100 g.
En la Antigüedad, quizá el aceite que se conoció y utilizó primero es el de ajonjolí. Se sabe que lo usaban los egipcios. Los griegos usaron aceite de oliva, y en Atenas el olivo era considerado un árbol sagrado, símbolo de la ciudad y de su vida en ella. El aceite servía para la alimentación, para el alumbrado y para uso religiosos (los óleos para ungir).

## Clasificación de los aceites comestibles
Pueden distinguirse dos tipos de aceite: los vírgenes y los refinados.
El primer método de obtención de aceite virgen es mediante «prensado en frío» (no más de 27 °C), conservando el sabor de la fruta o semilla de la que son extraídos.
Otro método consiste en la centrifugación a 3200 rpm y filtración a no más de 27 °C, método que se denomina «extracción en frío». Finalmente se aplica un proceso físico (como la decantación durante 40 días) para separar los residuos más finos.
Por ambos métodos se obtiene el aceite de oliva virgen, un líquido translúcido dorado (últimamente verdoso, ya que la recolección se ha adelantado uno o dos meses), de sabor intenso y con una acidez entre 0,1° y 1,5°. Los principales aceites vírgenes que se comercializan son los de oliva, argán y girasol (aunque la mayor parte de este último es refinado), algunos de semillas (como alazor, colza, soja, pepitas de uva y calabaza) o de algunos frutos secos (nuez, almendra, avellana).
Los aceites refinados son aquellos que se someten a un proceso (neutralización y desodorización) que permite obtener un aceite que responde a ciertos criterios: organolépticamente es de un sabor neutro, visualmente está limpio y con un color adecuado, y además es seguro alimentariamente y permite una mejor conservación. Esta técnica suele utilizarse para modificar aceites que no son aptos para el consumo humano (aceite lampante, extraído del bagazo de la oliva) o para poder aumentar la producción de determinados productos que, si fuesen sometidos a una simple presión en frío para obtener un aceite virgen, no resultarían rentables económicamente (semillas de girasol).

## Características químicas de los aceites
Los aceites, así como las grasas, son triglicéridos. El glicerol es capaz de enlazar tres radicales de ácidos grasos llamados carboxilatos. Dichos radicales grasos por lo general son distintos entre sí; pueden ser saturados o insaturados. La molécula se llama triacilglicérido o triacilglicerol.
Los radicales grasos pueden ser desde 12 carbonos de cadena hasta 22 y 24 carbonos de extensión de cadena. Existen en la naturaleza al menos 50 ácidos grasos.
Algunos radicales grasos característicos provienen de alguno de los siguientes ácidos grasos:
| Ácido linoleico    | C18:2 |
| Ácido linolénico   | C18:3 |
| Ácido oleico       | C18:1 |
| Ácido palmitoleico | C16:1 |

Estos ácidos son los llamados ácidos grasos insaturados o ácidos grasos esenciales, llamados así porque el organismo humano no es capaz de sintetizarlos por sí mismo, y es necesario por tanto ingerirlos en los alimentos.
Los ácidos grasos saturados son los siguientes:
| Ácido esteárico | C18:0 |
| Ácido palmítico | C16:0 |

Para el caso de los aceites los carboxilatos contienen insaturados o enlaces dieno o trieno, que le dan la característica líquida a temperatura ambiente. Los aceites son mezclas de triglicéridos cuya composición les da características particulares.
Los aceites insaturados como los casos ya expuestos, son susceptibles de ser hidrogenados para producir mantecas hidrogenadas industriales de determinado grado de insaturación o índice de yodo, que se destinan para margarinas y mantecas de repostería.
Son aceites de gran importancia los omega 3 y los omega 6, que son poliinsaturados, muy abundantes en peces de aguas heladas.

## Enranciamiento
Los aceites y las grasas son susceptibles de enranciarse o descomponerse, los mecanismos del enranciamiento han sido ampliamente estudiados y existen al menos tres vías más comunes de enranciarse:
1. Activación de radicales libres y peroxidación.
2. Hidrólisis por la presencia de agua.
3. Por medio de microorganismos.

En el primer caso, los aceites la activación se inicia por el calor de la fritura, los radicales que se generan inducen a una absorción de oxígeno del ambiente para formar pre-peróxidos y luego peróxidos propiamente dichos. En este estado, el aceite se vuelve viscoso y se torna venenoso, pues su ingestión provoca malestares gastrointestinales graves. Las peroxidaciones muy intensas conducen a un aceite de características organolépticas rechazables.
En el segundo caso, el agua provoca la hidrólisis de los radicales grasos y se restituyen algunas moléculas de ácido original. Esto trae como consecuencia una cadena de reacciones que hacen que el aceite tome un olor y sabor astringente y desagradable.
En el tercer caso, los enlaces alfa de los radicales grasos son atacados por enzimas de hongos y bacterias que secretan lipasas generando una degradación del triglicérido. El olor repulsivo es característico de este mecanismo degradatorio.
Un caso especial a nombrar es la rancidez que a veces se produce en el aceite de pescado. Allí se originan descomposiciones proteicas de la cistina y cisteína que contienen enlaces disulfuro. Esto trae como consecuencia la formación del venenoso ácido sulfhídrico (H2S). Muchos son los casos de muertes acaecidas en barcos pesqueros y silos contenedores de aceite de pescado crudo mantenidos mucho tiempo sin ventilación adecuada. Basta que una persona asome su cabeza en estos lugares recién destapados, para que colapse rápidamente.

## Antioxidantes en las grasas
Un antioxidante es un agente o sustancia que previene la rancidez oxidativa en las grasas, estas sustancias permiten que una margarina o mantequilla se conserve por mucho más tiempo. en la actualidad existen tres antioxidantes fenólicos aprobados para el uso de las grasas, tales como el hidroxianisol butilado (BHA), hidroxitolveno butilado (DHT) y el propil galato, la mayoría de los alimentos procesados donde se emplean grasas tiene dentro de sus componentes uno de los tres antioxidantes ya mencionados.
Químicamente una molécula antioxidante reemplaza un ácido graso insaturado para actuar como fuente del hidrógeno lábil y de esta manera se une a un radical libre o a un peróxido activado. para que se tarde la oxidación de la grasa en el proceso el antioxidante que reemplaza al ácido graso extrae la energía lo cual perpetúa la reacción en cadena que se presenta en la autooxidación, puesto que al extraer la energía no deja espacio para la formación de un nuevo radical libre de ácido graso.

## Refinación de los aceites
Los aceites crudos se almacenan en grandes tanques de acero inoxidable. Naturalmente estos aceites contienen tocoferoles, gomas y otros antioxidantes naturales. Pero el grado de acidez libre que presenta, unido a las sustancias naturales (aldehídos, alquenos (C2:1), butenos y pentenos), los hacen poco comestibles, y es necesario refinarlos.

### Neutralización
La refinación comienza con la neutralización de la acidez libre de la materia prima que se realiza en unas lavadoras centrifugadoras, donde se añade ácido fosfórico e hidróxido de sodio. El ácido fosfórico retira las gomas del aceite, y el hidróxido de sodio neutraliza la acidez libre.

### Desodorización
Luego, el aceite neutralizado y desgomado es conducido a las torres de desodorización, donde caen por gravedad, en medio de bandejas sometidas a alta temperatura, aquellas sustancias volátiles y aldehídos, que emigran del cuerpo del aceite y son condensados, para su disposición final.
Estudios más recientes han determinado que la desodorización activa el aceite, predisponiéndolo a su rancidez. Por este motivo, se recomienda que se adicionen, de inmediato, derivados de guayatecol y otros.
El aceite desodorizado contiene menos de 0.5 miliequivalentes de peróxido, una acidez inferior a 0,01 % de ácido oleico (expresado) y un sabor a nueces muy agradable, pero el aceite tiene un color muy parecido al agua.
Un aceite se considera rancio e incomestible cuando su índice de peróxido supera los 5 milequivalentes. Se le adiciona al aceite colorantes naturales tales como el betacaroteno y antioxidantes para su preservación.

## Winterizado de aceites
Algunos aceites contienen triglicéridos saturados en su composición (por ejemplo, el aceite de pescado), y es necesario proceder a fraccionarlos y luego a winterizarlos.
En el fraccionado, los aceites se exponen a temperaturas bajas, y la fracción sólida se separa por gravedad y se retira. Luego, la fase líquida del fraccionado se expone a ciclos de frío para formar los núcleos de cristalización, y luego se prensan nuevamente para retirar los sólidos formados. El sólido suele denominarse estearina.
Algunos aceites, como el de colza, el de girasol y el de algodón, se winterizan para lograr una mejor apariencia final. En este caso, los sólidos formados son gomas y mucílagos.

## Información nutricional
El aceite aporta entre 700 y 900 kilocalorías por 100 mililitros, dependiendo del tipo del aceite.

## Importancia de los aceites en el consumo humano
La ingestión moderada de aceites es fuente de ácidos grasos esenciales para el organismo. Dichos ácidos participan en un sinnúmero de reacciones bioquímicas a nivel celular y en otros mecanismos, tales como la formación de tejido conjuntivo, producción hormonal, promoción de vitaminas y la gestación y manutención lipídica de las células.
Algunas reacciones bioquímicas conducen al desdoblamiento y transformación de la energía química de los aceites en energía calórica elevada y al revés, en la formación del panículo graso de la piel y al almacenamiento corporal como reserva de energía.
Es un hecho conocido que un individuo con carencia de carbohidratos echará a mano de su reserva lipídica o grasa en busca de energía para mantener el metabolismo, y por último, en caso de que también haya una carencia prolongada de lípidos, consumirá sus proteínas (es decir, su tejido muscular) antes de fallecer.
La manutención de los huesos es ayudada por la vitamina D o ergocalciferol, que captura el ion calcio y lo fija al hueso en la osteogénesis. La carencia de esta sustancia conduce al raquitismo.
La carencia de estos aceites esenciales conducen a malformaciones y puede atrofiar el sistema nervioso y el endocrino, lo que generará desequilibrios a nivel celular. La incapacidad del organismo humano para realizar síntesis a partir de los ácidos grasos esenciales conduce al raquitismo y a la muerte.
Los mejores aceites para el consumo humano son los de pescado y de maravilla, debido a que contienen los llamados ácidos grasos esenciales omega en mayor porcentaje que los restantes aceites vegetales.
Existen aceites naturales que son considerados dañinos per se, como es el caso del aceite de colza o raps o canola, producido del Brassica napus, que contiene el dañino ácido C 22:1 erúcico, causante de malformaciones infantiles y atrofia del crecimiento. Este aceite fue ampliamente cultivado en Chile y su producción se fue restringiendo una vez que los estudios bioquímicos demostraron su grado de toxicidad, a tal punto que muchas compañías productoras de aceites lo fueron retirando gradual y silenciosamente de la formulación de sus productos finales. Hoy en día, gracias a estudios de hibridación, se han obtenido variedades de semillas de colza con contenidos inferiores al 0,2 % de ácido erúcico.

## El aceite de oliva como alimento funcional
Uno de los problemas de salud más vistos hoy en día son el colesterol alto y los triglicéridos que en su gran mayoría están relacionados con el consumo excesivo de grasas y aceites. Hoy se escucha mucho acerca de los beneficios que aporta el consumo de aceite de oliva. Aunque existe un grado de desconfianza a la hora de cocinar debido a su sabor residual muchas publicaciones hablan de las bondades que trae consigo el consumo de dicho aceite.Por ejemplo se ha detectado que es bueno para el cáncer de mama, debido a sus componentes fenólicos y sus propiedades bioactivas, de tal manera que se le puede atribuir el nombre de alimento funcional.

## El omega tres de origen marino
Otro aceite bueno para el consumo humano recomendado por varias entidades reguladoras de los alimentos y las incidencias en la salud humana (OMS, FAO) es el omega 3 de origen marino, porque no es lo mismo el omega tres de origen marino que el omega tres de origen terrestre pues el omega tres de origen marino se constituye por un alto contenido de ácidos grasos poliinsaturados, siendo uno de los más importantes el ácido eicosapentaenoico EPA, que es recomendado para disminuir los triglicéridos y el colesterol sanguíneo, de tal manera que se podría decir que el omega 3 de origen marino es un alimento funcional pues esta altamente relacionado con la salud cardiovascular.
Al aceite como tal no se le puede atribuir el nombre de alimento funcional puesto que no es el consumo directo del aceite sino los ácidos grasos poliinsaturados que tiene cierto tipo de alimentos, los ácidos grasos poliinsaturados n-3 y n-6 estos ácidos grasos dan lugar a los ácidos EPA Y DHA que son los más recomendados para problemas cardiovasculares. Dentro de los alimentos principales que aportan los ácidos EPA Y DHA se encuentran los pescados y mariscos, entre ellos el pescado azul, el salmón, el atún, la caballa, el arenque y la trucha. Muchos estudios científicos recomiendan la ingesta de al menos una vez por semana el pescado ya que este puede afectar favorablemente la salud humana.

## Aceites
- Aceite de argán
- Aceite de soja
- Aceite de Macasar
- Aceite de Mallorca
- Aceite de acederaque
- Aceite de crotontiglio
- Aceite de delfín
- Aceite de espliego
- Aceite de estragón
- Aceite de eucalipto
- Aceite de flores de naranjo
- Aceite de foca
- Aceite de geranio
- Aceite de hígado de hipogloso
- Aceite de enebro
- Aceite de ládano
- Aceite de manteca de cerdo
- Aceite de marsopa
- Aceite de oliva
- Aceite de cacahuete
- Aceite de girasol
- Aceite de maíz
- Aceite de pie de buey
- Aceite de ricino
- Aceite esencial
- Aceite de behen
- Aceite de chía
- Aceite de pepitas de uva
- Aceite de linaza
- Aceite de colza
- Aceite de coco